# 青山学院大学系属浦和ルーテル学院小学校・中学校・高等学校
青山学院大学系属浦和ルーテル学院小学校・中学校・高等学校（あおやまがくいんだいがくけいぞく うらわルーテルがくいんしょうがっこう・ちゅうがっこう・こうとうがっこう）は、埼玉県さいたま市緑区大崎に所在し、小中高一貫教育を提供する私立小学校・中学校・高等学校。
学校法人青山学院の系属校である。
キリスト教の日本ルーテル教団系で、埼玉県で最初のミッションスクールである。

## 概要
1953年（昭和28年）聖望学園小学校として創立された。当時は埼玉県で唯一の私立小学校であった。1963年に中学校、1970年に高等学校が併設され、1974年に「浦和ルーテル学院」と改称する。
校名の「ルーテル」は、16世紀神聖ローマ帝国（現：ドイツ）の神学者、マルティン・ルター (Martin Luther) に由来する。
「神と人とを愛する人間、神と人とに愛される人間」を建学の精神として、「ギフト」（神から贈られたかけがえのない才能や個性）を活かし伸ばし豊かな人間を12年間で育てることを目標としている。
生徒数の定員は小学校から高校まで900名程度、1クラスは約25名、全学年ともに1学年3クラスである。
小学校・中学校は制服があるが、高校は制服はなく私服である。
同じ日本ルーテル教団系の学校として、飯能市に聖望学園中学校・高等学校がある。

## 沿革
- 1953年 - 聖望学園小学校創立。
- 1963年 - 聖望学園浦和中学校設置。

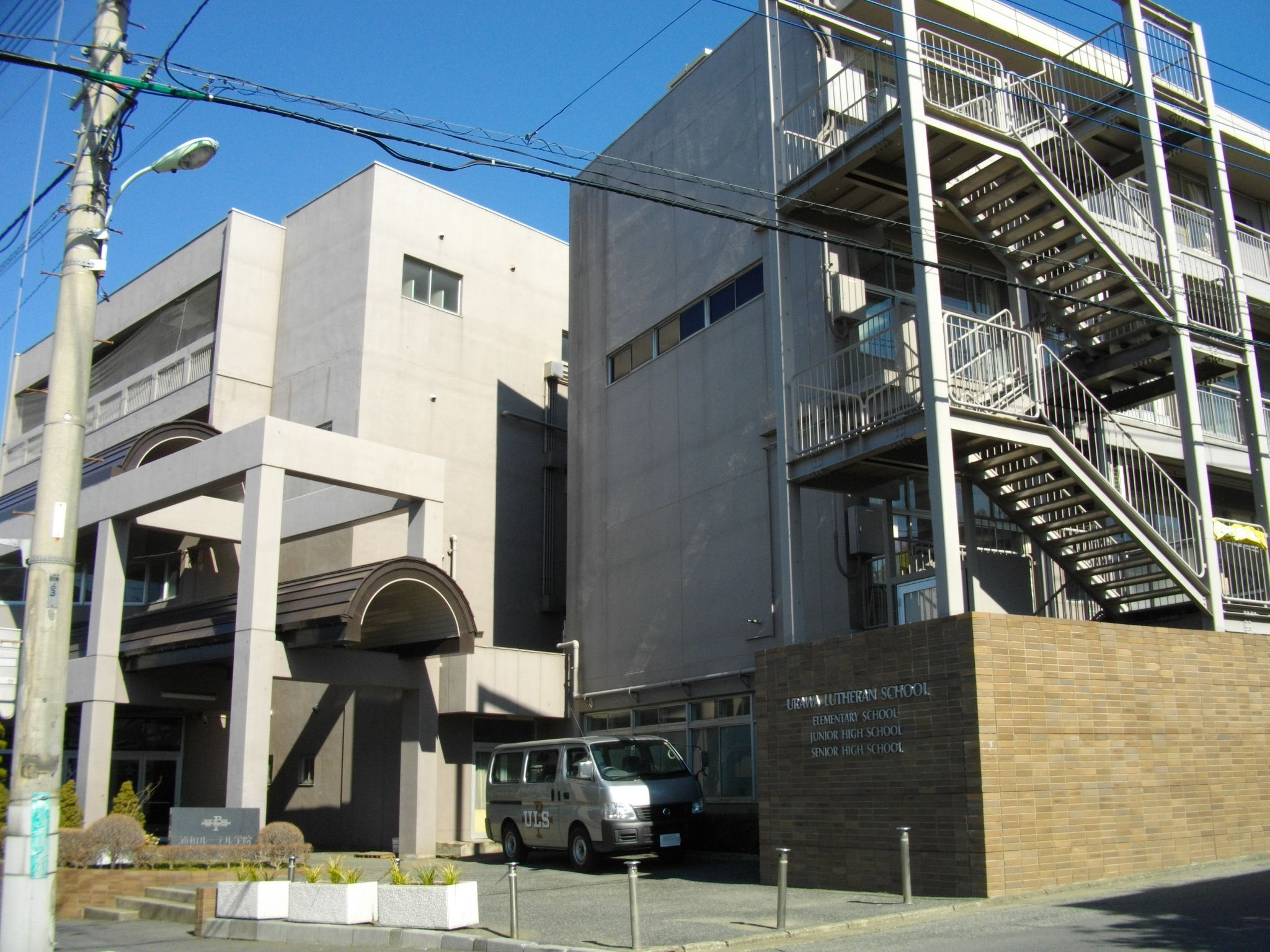
浦和区駒場にあった旧校舎

- 1964年 - 入学者の人数が増え、1学年2クラス編成となった。
- 1970年 - 聖望学園浦和高等学校設置。
- 1974年 - 浦和ルーテル学院と改称。
- 1978年 - 羽鳥湖高原（福島県）に「山の上学校」完成。
- 2006年 - 新「山の上学校」竣工。
- 2014年11月 - さいたま市緑区大崎へ新築移転。
- 2019年4月 - 青山学院大学と系属校提携。名称を青山学院大学系属浦和ルーテル学院小学校・中学校・高等学校に変更。

## 教育理念
建学の精神
「神と人とを愛する人間。神と人とに愛される人間。」
聖書に「隣人を自分のように愛しなさい」（マタイによる福音書22章39節）という言葉がある。神さまに愛されていることを恵みに感じ、同じように思いをつくして神さまと隣人を愛する人間を育てる。
教育目標
生徒の才能と個性を伸ばし、世界に貢献する人間を育てる

## 象徴
スクールカラーは茶色である。
小学校・中学校の制服は、スクールカラーである茶色を基調とし、気品と機能性を重視したデザインとなっている。
小学校では、冬はベレー帽、夏は軽快な夏帽を着用する。
高校には制服はない。時、場所、場合に基づいて自ら着用する服装を判断する。

## 編成
12年間を、第1期（1 - 3年生、「模索」）、第2期（4 - 6年生、「発見」）、第3期（7 - 9年生、「挑戦」）、第4期（10 - 12年生、「確立」）に分けている。
毎年クラス替えがある。
高校から入学した生徒は、高1より混合クラスとなる。
高2から文系と文理系（国公立大を目指すコース）に分かれ、高3で文系・理系・文理系に分かれる。

## 教育課程
「12年間一貫教育」、「少人数教育」、「国際教育」、「キリスト教教育」を教育の4つの柱としている。
少人数教育
1クラス25名、1学年75名である。この少人数体制が高校生まで続く。児童・生徒のことをよく知るにはこの人数がベストであるとしている。
職員室は1つしかなく、小学校から高校までの教員が集う。
高校でも1クラス25名、1学年75名という数字は埼玉県で最小である。
国際教育
1年生からアメリカ人教師による英語の授業がある。
楽しみながら英語の基礎を小学生段階で習得する。中学卒業までに英検準2級以上を目指す。
高校では、TOEFL ibt 80, 英検準1級取得を目標としている。海外で生活しても不自由ないレベルの英語力、英字新聞が初見で読めたり、自分の考えを論じることのできる力を目指す。
キリスト教教育
- 全学年で毎朝の礼拝がある[8]。
- 全学年で週に1度「聖書の時間」がある。専科の教員により行われる[5]。
- イースター礼拝（復活祭）・クリスマス礼拝も全校生徒で行われる。

### フィールドプログラム（中学）
週に1時間、自分の関心のあることを掘り下げる時間がある。
- フィールドS（サイエンス）- 自然観察やプログラミングなど、サイエンスに関わることを学ぶ。
- フィールドA（アーツ）- 芸術や文学、歴史などをアクティブ・ラーニングで学ぶ。
- フィールドE（イングリッシュ）- 大使館訪問やインターナショナルスクールと交流。

### アメリカ研修
中2～高2の希望者対象に、夏休みに4週間アメリカ研修が実施されている。
最初の2週間は、姉妹校コンコーディア大学（カリフォルニア州）に滞在し、英語研修やボランティア活動などを行う。
後半の2週間は、アリゾナ州フェニックスに移動し、同校と同じルーテル系の教会員の家にホームステイをするというプログラムである。
研修の目標は「キリスト教理解」「英語能力の育成」「人間理解」「アメリカの生活・文化の体験」である。

#### その他の制度
- 高校在学中に1年間、アメリカの姉妹校で学べる「高校在学中留学制度」がある。現地校で学んだ単位はすべて同校での単位とみなされ、1年後には学年を落とすことなく、仲間と同じ学年に復学することができる。この研修や留学をきっかけに、アメリカの大学に進学する生徒もいる。
- 生徒だけでなく教員や事務職員もアメリカで研修を受けている。

## 課業
- 週5日制である。
- 通知表は学期末ではなく年度末の1回としている[7]。

小学校
- 1 - 4年生は、担任教師がほとんどの科目を教えるが、5年生から教科担任制。

中学
- 中学生は火曜日から木曜日までが7時限授業。月・金の6時限目以降は奉仕活動などの特別活動を行っている[7]。

高校
- 高3では通常の授業は5時限までで、6時限目以降は、それぞれの志望に対応した「受験講座」になる。全員の個別学習プランを作成し、英語でいえば習熟度別に4グループ制をとるなど、ここでも細やかな指導が行われる。政治経済や倫理などを受験科目に選ぶ生徒は少ないのが通例だが、たとえ一人でもマンツーマンで開講している。

## 行事

### 宿泊研修
小・中・高で修学旅行はない。代わりに、以下の宿泊研修がある。

#### 山の上学校（小学校）
福島県に所有する宿泊施設がある。夏は登山やキャンプ、冬はスキーレッスンを通して心身を鍛え、協働力を身につける。

#### 山の上学校（中学）
夏と冬の年に2回、夏は登山や飯ごう炊飯・テント泊、冬にはスキー実習を行い、真のアクティブ・ラーニングを行う。

#### Final field trip（高2）
3泊4日で沖縄に行く。目的は平和学習であり、沖縄の自然、文化、生活を体験する。

#### 山の上学校（高校）
勉強合宿を行う。

### スクール・フェア
九月に行う学園祭のことを「スクール・フェア」と称する。小中高全校児童生徒が一緒に参加する。
中学生は教室で展示活動、高校生は模擬店、部活の研究発表、舞台での上演などが行われる。

### 体育祭
小1から高2まで11学年が縦割りで3組に分かれて競う。

### 競歩大会
中学高校では、1990年から生徒全員参加による競歩大会が行われている。当初は10kmコースだったが、1996年から30kmに伸ばし、毎年10月か11月に開催されていた。2010年より、20kmコースに短縮された。前年の2009年11月6日に行われた競歩大会で3年生女子生徒の死亡事故が発生している。

### その他の行事
- 1年生から11年生は、2年に1度芸術鑑賞会がある。
- 卒業式のことを「コメンスメント」と称する。「コメンスメント」とは「出発」の意である[13]。

## 施設

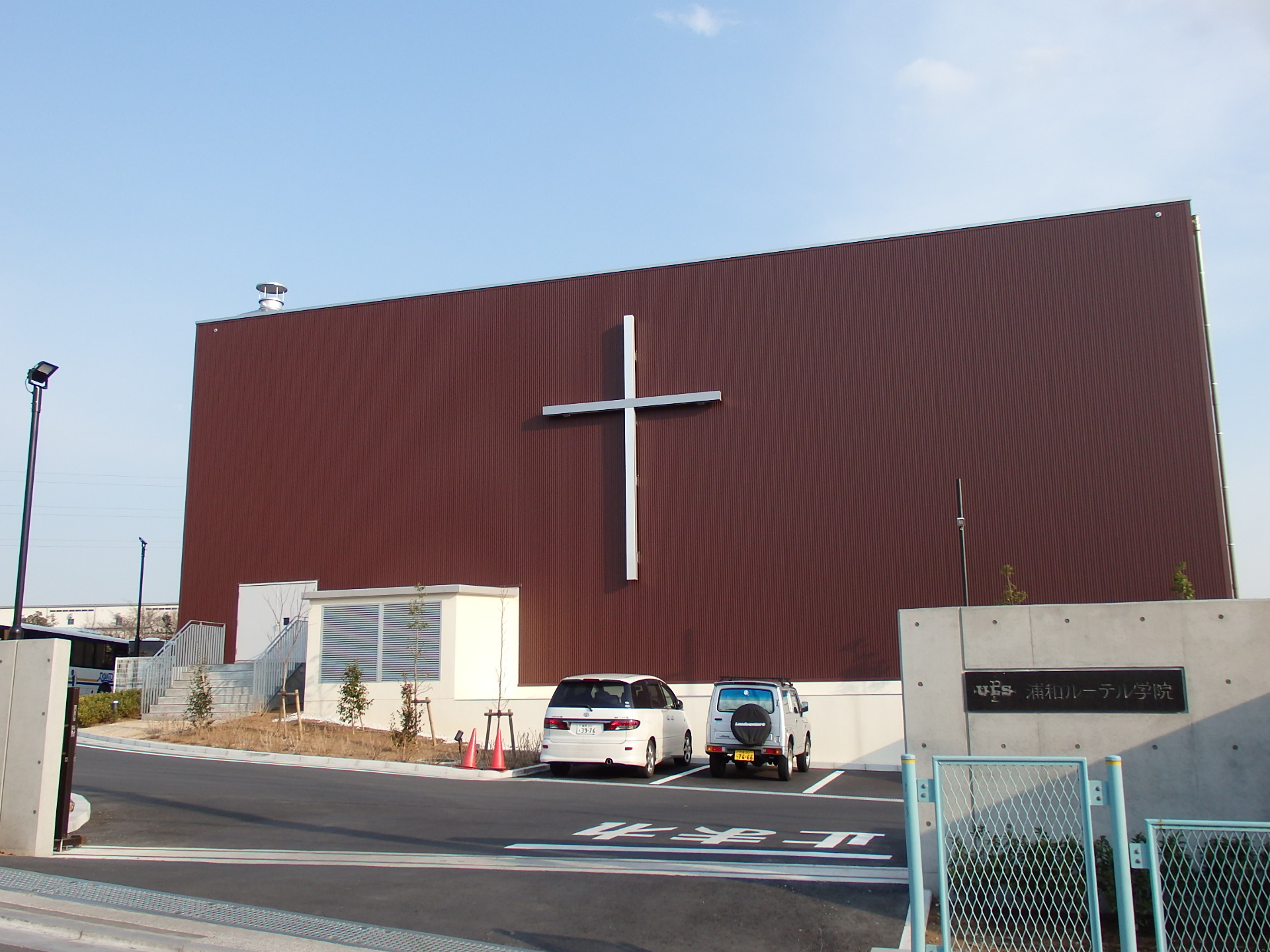
裏門

2014年11月、現校地に新築移転した。敷地は約3万㎡。新校舎は卒業生の建築家が設計したもので、アメリカ人の牧師が建てた旧校舎のテイストを残しながらも、現代的で快適な造りになっている。
教室棟、スポーツ棟、チャペル棟で構成される。
- 教室棟
地上4階地下1階。
1・2階は小学校、3階が中学校、4階が高校である。
  - 図書メディアスペース
    - 蔵書は3万冊。
    - 併設の畳スペースは、茶道など伝統文化イベントに活用されている。
- チャペル棟 - 2～4階部分が礼拝堂になっている[8]。
- スポーツ棟 - 体育館、温水プールを有する。
  - 体育館 - 4階建て分の天井高がある。バスケットコートが楽に2面取れる広さである。
- グラウンド
  - 公式のサッカーコートが余裕で取れる広さである。
  - テニスコートが3面ある。
  - 体育祭などの学校行事は敷地内にあるグラウンドで行っている。

旧校舎の時は校庭（グラウンド）が非常に狭いため、秋ヶ瀬にグラウンドを所有し体育祭や球技大会を行っていた。土曜日は主にサッカー部・野球部・テニス部が活動を行っていた。2008年に、秋ヶ瀬公園の近くに天然芝のサッカーグラウンドを設置[15]。25mの温水プールがあり、専門コーチによる指導が行われる[15]。
- 山の上学校
  - 宿泊施設。建築文化賞を受賞している。
  - 夏・冬の山の上学校や部活の合宿で使用している。

## 活動
- キリスト教主義学校の伝統に因み、生徒会は「シオン会」と呼ばれている。シオンの由来は旧約聖書に出てくるエルサレムの神殿が建てられた丘より。
- 初等部の3年生から、部活に参加できる。4年生から6年生は全員参加、7年生からは自由参加。12年生になると引退。

## その他
- 1年に1度「光の子」というテーマ自由、全学年共通の文集を作る。
- スクールカウンセラーがおり必要に応じてカウンセリングを実施。また、保護者の相談にも応じている。
- 現校地では、学校から北浦和駅間のスクールバスがあるが、旧校舎の時は、高等部は原則徒歩通学であった[16][17]。現在は立地の変更に伴い、高等部もスクールバスを利用可能である。

## 入試
小・中・高それぞれで入試を実施している。
小学校は募集定員75名で、男女比は概ね同数としている。親子同伴面接（1日間）と入学試験（2日間）からなる。
中学入試は、2022年度は、3回入試を実施しており、第1回は1月10日、第2回は1月12日、第3回は2月4日であった。それぞれに4科型と英検利用型があるが、いずれも定員は少ない。
高校入試は、2022年度は1月22日に実施された。募集定員15名。自己推薦入試と一般入試があるが、いずれも単願のみである。筆記試験は英・国・数の各100点、45分の300点満点である。
本小学校から他の中学校への受験する割合は1割程度である。

## 著名な出身者
- 池田誠剛[18]- サッカー
- 池田直人 - サッカー、中等部まで在籍
- 池田伸康[19]- サッカー・中等部まで在籍
- 吉村龍太[20] - 作曲家、音楽プロデューサー、中等部まで在籍
- 水城レナ - 芸能人、高等部1年中退
- 根本飛鳥 - 録音技師

## アクセス
- 浦和美園駅から徒歩15分
- 北浦和駅と東川口駅、浦和美園駅、北越谷駅からスクールバスが運行されている。